# Pall Mall (Zigarettenmarke)
| Pall Mall                     | Pall Mall                                                                                 |
| Inhaltsstoffe einer Zigarette | Inhaltsstoffe einer Zigarette                                                             |
| Pall Mall Red                 | Pall Mall Red                                                                             |
| ----------------------------- | ----------------------------------------------------------------------------------------- |
| Kondensat/Teer:               | 10 mg                                                                                     |
| Nikotin:                      | 0,8 mg                                                                                    |
| Kohlenmonoxid:                | 10 mg                                                                                     |
| Tabak- zusatzstoffe:          | Invertzucker, Propylenglycol, Glycerin, Kakaopulver, Saccharose, Lakritz (extrakt), Aroma |
| Pall Mall Blue                |                                                                                           |
| Kondensat/Teer:               | 6 mg                                                                                      |
| Nikotin:                      | 0,5 mg                                                                                    |
| Kohlenmonoxid:                | 7 mg                                                                                      |
| Tabak- zusatzstoffe:          | Invertzucker, Propylenglycol, Glycerin, Kakaopulver, Saccharose, Lakritz (extrakt), Aroma |

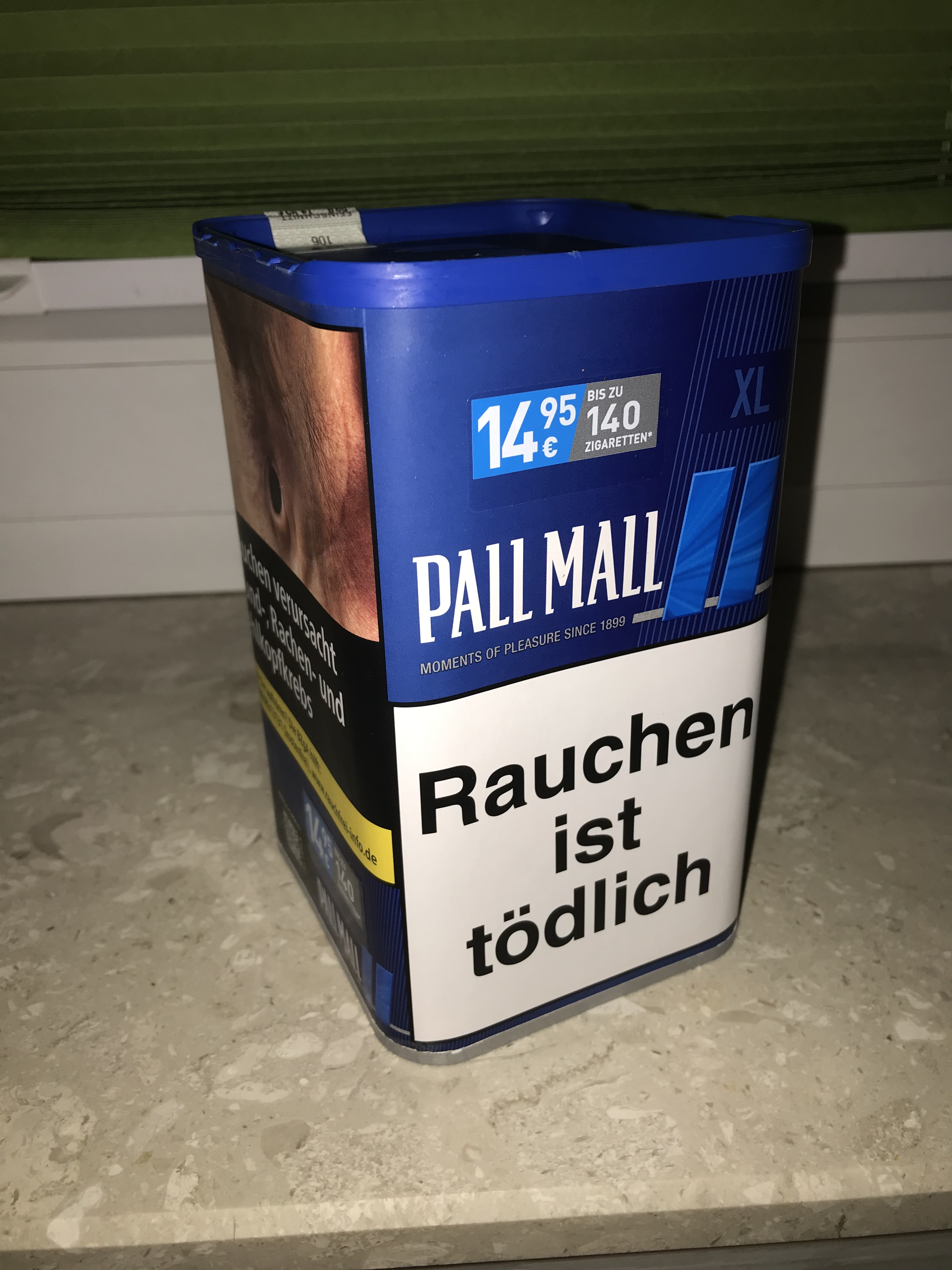
Pall Mall Blue XL Tabak 65g

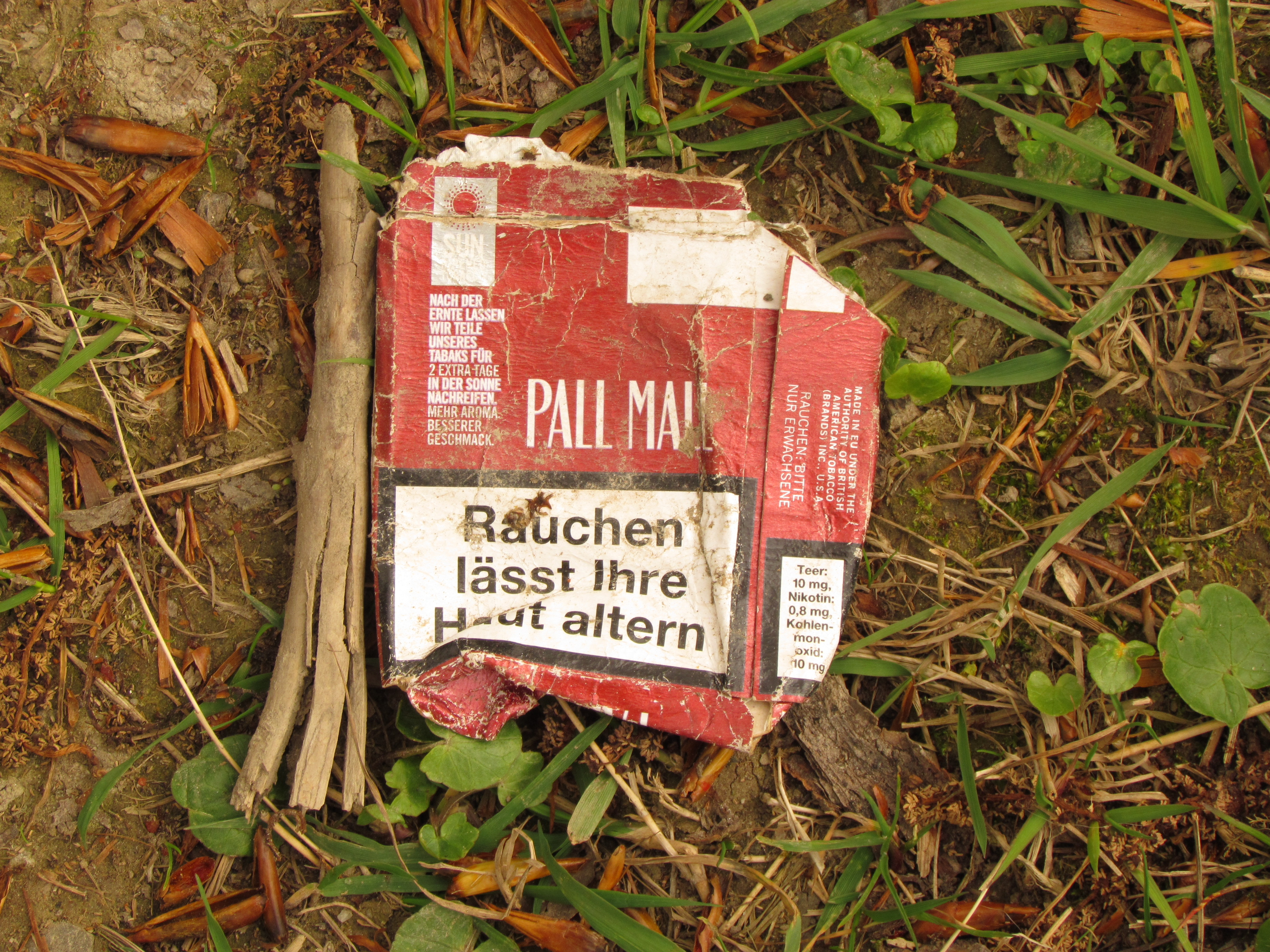
Ältere Zigarettenpackung

Pall Mall ist der Markenname einer Zigarettensorte der British American Tobacco Group (BAT), des weltweit zweitgrößten Tabakkonzerns. Im Produktsortiment von Pall Mall befinden sich aber nicht nur Zigaretten, sondern auch Filterzigarillos, Feinschnitt, sowie Filterhülsen. Namensgeberin war 1899 die Londoner Straße Pall Mall, die wiederum nach dem gleichnamigen Ballspiel benannt ist. Die Marke brachten, bedingt durch den Zweiten Weltkrieg, erstmals 1942 amerikanische Soldaten nach Europa mit. Zur tatsächlichen Markteinführung in Deutschland kam es 1989. In zwei Jahrzehnten avancierte sie zur führenden Marke von British American Tobacco, wie der Hersteller auf seiner Homepage angibt. Im „Value-for-Money“-Segment sei Pall Mall die zweit-meistgekaufte Zigarettenmarke Deutschlands.

## Produkte 2018

### Zigaretten
Folgende Zigarettensorten sind auf dem deutschen Markt erhältlich:
- Pall Mall Red
- Pall Mall Blue
- Pall Mall Menthol
- Pall Mall Red ohne Zusätze
- Pall Mall Blue ohne Zusätze
- Pall Mall Ice Black
- Pall Mall Ice Silver
- Pall Mall Black Edition
- Pall Mall Silver Edition
- Pall Mall Silver ohne Zusätze
- Pall Mall ohne Filter

Nach eigenen Angaben des Herstellers wurde ein Teil des Tabaks (Burley-Tabak), der zur Zigarettenherstellung verwendet wird, nach der Ernte zwei weitere Tage lang in der Sonne nachgereift (Sun Ripened). Dies sollte das Aroma und den Geschmack des Produkts verbessern. Seit einer Änderung der Tabakmischung im Jahr 2014 wird dieses Verfahren allerdings nicht mehr beworben.

### Filterzigarillos
Besonders an den Cigarillos von Pall Mall ist, dass sie ausschließlich im Longsize-Format hergestellt werden. Sie bestehen aus entripptem Mischtabak. Eine Schachtel enthält 17 Cigarillos, sie sind in folgenden Sorten erhältlich:
- Pall Mall XL Filter Cigarillos Full Flavour
- Pall Mall XL Filter Cigarillos Smooth Taste

### Feinschnitt
- Pall Mall Classic Full Flavour
- Pall Mall Role Halfzware
- Pall Mall Stix Tabak Full Flavour
- Pall Mall Stix Tabak Smooth Taste
- Pall Mall Allround

Die beiden erstgenannten sind klassische Dreh-Tabake, die letzten drei eignen sich dagegen vor allem zum Selbststopfen, da der Tabak breiter geschnitten und somit ergiebiger ist. Role Halfzware gibt es in 38 g Portionen, Classic Full Flavour daneben zusätzlich noch mit 140 g. Der Stix Tabak wird jeweils in 70, oder 140 Gramm Dosen angeboten. Auf einer Pall Mall Stix Tabak 70 g Dose finden sich folgende Angaben zu den Inhaltsstoffen:
| Format             | Papier            | Typ A        | Typ B        |
| ------------------ | ----------------- | ------------ | ------------ |
| Dünn 0,4 g 5,2 mm  | Kondensat Nikotin | 7 mg 0,5 mg  | 10 mg 0,6 mg |
| Dick 0,75 g 7,2 mm | Kondensat Nikotin | 13 mg 0,8 mg | 17 mg 1,0 mg |

Laut Angaben des Herstellers lassen sich aus 70 Gramm Stix Tabak bis zu 100, aus 140 Gramm bis zu 200 Zigaretten herstellen. (Abhängig von der Tabakmenge pro Zigarette)

### Sonstiges
Die einzelnen Produkte von Pall Mall lassen sich in die zwei Gruppen Red und Blue unterteilen, die sich von der Farbgebung des Icons auf der Verpackung ableitet. Red steht für einen kräftigen, vollen Geschmack, Blue für einen milderen. Es werden für Red auch die Bezeichnungen „Full Flavor“ und „New Orleans“, für Blue auch „Smooth Taste“ und „San Francisco“ verwendet. Für den US-amerikanischen Markt werden die Zigaretten der Marke mit einem weißen Aktivkohlefilter produziert.

## Produkte 2020

### Zigaretten
Folgende Zigarettensorten sind auf dem deutschen Markt erhältlich:
- Pall Mall Red
- Pall Mall Blau
- Pall Mall Red ohne Zusätze
- Pall Mall Blau ohne Zusätze
- Pall Mall Silver ohne Zusätze
- Pall Mall ohne Filter
- Pall Mall Flow (Menthol Ersatz)
- Pall Mall Spark

Aufgrund des Menthol-Verbots, welches am 20. Mai 2016 beschlossen und am 20. Mai 2020 in Kraft getreten ist, wurden sämtliche Menthol-Zigaretten aller Zigarettenmarken aus dem europäischen Markt entfernt.
| Zigarette                     | Kondensat/Teer | Nikotin | Kohlenmonoxid |
| ----------------------------- | -------------- | ------- | ------------- |
| Pall Mall Red                 | 10 mg          | 0,8 mg  | 10 mg         |
| Pall Mall Blue                | 6 mg           | 0,5 mg  | 7 mg          |
| Pall Mall Red ohne Zusätze    | 10 mg          | 0,8 mg  | 10 mg         |
| Pall Mall Blue ohne Zusätze   | 7 mg           | 0,6 mg  | 8 mg          |
| Pall Mall Silver ohne Zusätze | 4 mg           | 0,4 mg  | 5 mg          |
| Pall Mall ohne Filter         | 10 mg          | 0,9 mg  | 7 mg          |
| Pall Mall Flow                | 10 mg          | 0,8 mg  | 10 mg         |

### Filterzigarillos
Besonders an den Zigarillos von Pall Mall ist, dass sie ausschließlich im Longsize-Format hergestellt werden. Sie bestehen aus entripptem Mischtabak. Eine Schachtel enthält 17 Zigarillos, sie sind in folgenden Sorten erhältlich:
- Pall Mall Zigarillos Red XL
- Pall Mall Zigarillos Blue XL

### Feinschnitt
- Pall Mall Roll Tabak Blue
- Pall Mall Roll Tabak Red
- Pall Mall Allround Volumentabak
- Pall Mall Blue XL
- Pall Mall Red XL
- Pall Mall Blue ohne Zusätze XL
- Pall Mall Red ohne Zusätze XL

Bei den erstgenannten beiden Feinschnitten handelt es sich um Dreh-Tabak. Bei den anderen fünf handelt es sich um Volumentabak zum Selberstopfen von Zigaretten.

## Stiftung
Als Nachfolger der 1990 gegründeten Pall Mall Initiative gibt es seit 1999 die Pall Mall Foundation, die u. a. Auslandspraktika vermittelt.